# Escuela Secundaria Miami Carol City
La Escuela Secundaria Miami Carol City (Miami Carol City Senior High School, MCCSH) es una escuela secundaria (high school) en el barrio Carol City en Miami Gardens, Florida. Como parte de las Escuelas Públicas del Condado de Miami-Dade (MDCPS por sus siglas en inglés), la secundaria sirve a partes de Miami Gardens y Opa-locka.

## Historia
La secundaria se abrió en el otoño de 1963. En 1967 la secundaria se convirtió racialmente integrado. A medida que pasaba el tiempo, las familias blancas se alejaron a la zona de asistencia de Miami Carol City, y las familias de clase media afroamericana se trasladaron a esta zona. A mediados de la década de 1980, más del 75% de los estudiantes era afroamericano.

## Exalumnos
- Trayvon Marton (por los grados 9 y 10)[4]